# SimLife
SimLife: The Genetic Playground är ett datorspel från 1992 och Maxis. Spelet går ut på att styra ett ekosystem; spelaren kan ändra djur och växters DNA till en virtuell värld. Poängen med spelet är att experimentera och skapa ett eget ekosystem. Spelet tillåter användare att utforska samspelet mellan olika livsformer och miljöer.  Användare kan manipulera genetiken av växter och djur för att avgöra om dessa nya arter kunde överleva i jordens miljöer.  Spelarna kan också skapa nya världar med distinkta miljöer för att se hur vissa arter klar sig där.